# رودني تومسون
رودني تومسون (بالإنجليزية: Rodney Thompson)‏ هو مصمم أمريكي، ولد في 8 مارس 1980 في تشاتانوغا في الولايات المتحدة.